# باغ دیواری

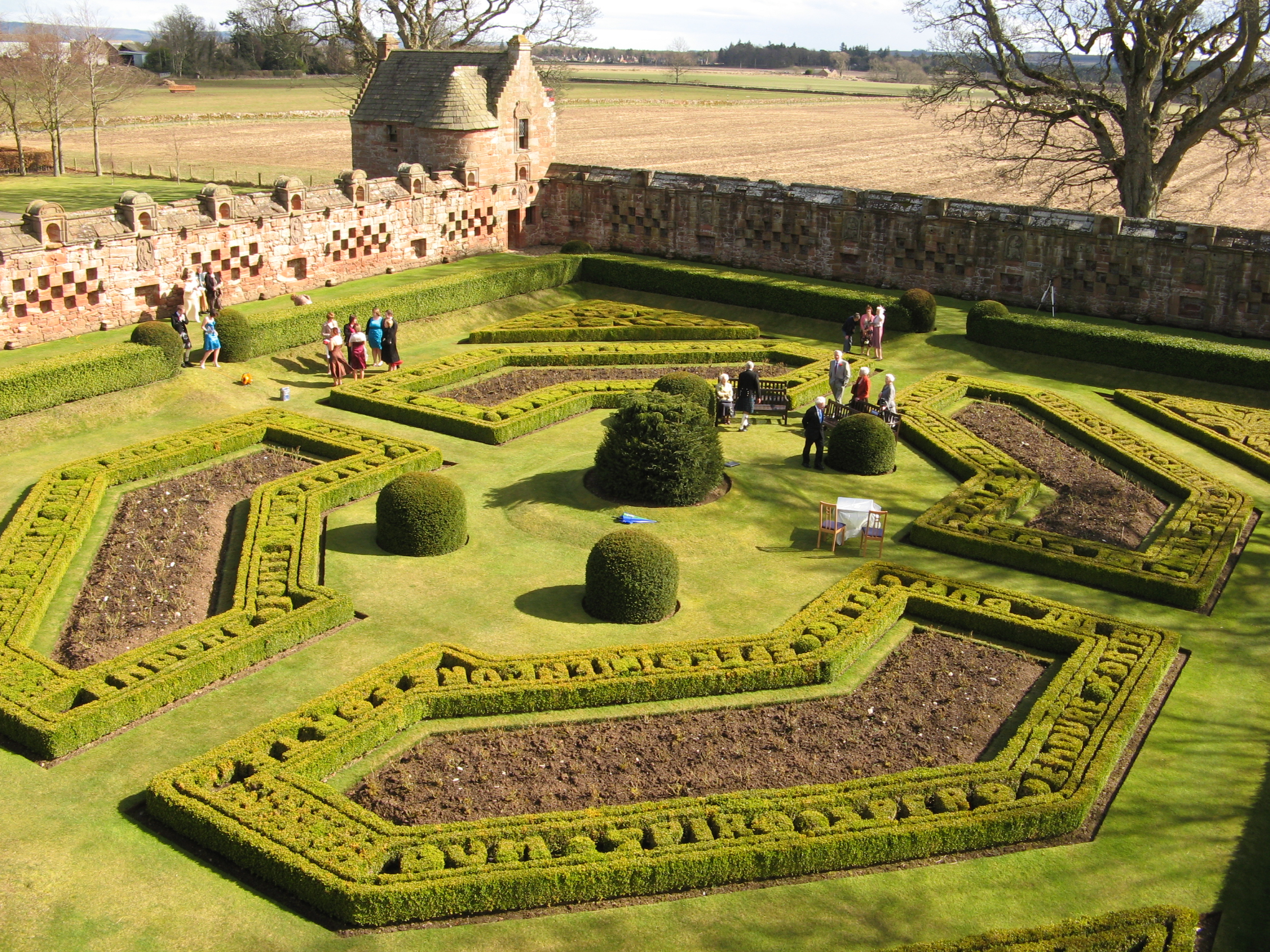
باغ دیواردار قلعه ادزل، اسکاتلند، از آغاز سدهٔ هفدهم بر جای مانده‌است.

باغ دیواری یا باغ دیواردار (به انگلیسی: Walled garden)، باغی است که توسط دیوارهای بلند محصور شده‌است، به‌ویژه زمانی که این کار برای اهداف باغبانی و نه امنیتی انجام می‌شود، اگرچه در اصل همه باغ‌ها ممکن است برای محافظت در برابر متجاوزان جانوری یا انسانی محصور شده باشند. در آب و هوای معتدل، به ویژه مناطق سردتر، مانند اسکاتلند، کارکرد اساسی دیوار باغ محافظت از باغ در برابر باد و یخبندان است، اگرچه ممکن است یک هدف تزئینی نیز داشته باشد. باغ‌های جالیز اغلب دیوارکشی می‌شدند، که آنها را از نظر اجتماعی جدا می‌کرد. این کار به باغبان‌ها، که معمولاً انتظار می‌رفت زمانی که ساکنان خانه احتمالاً نزدیک بودند، از «باغ‌های تفریحی» دور شوند، اجازه می‌داد تا به کار خود ادامه دهند.

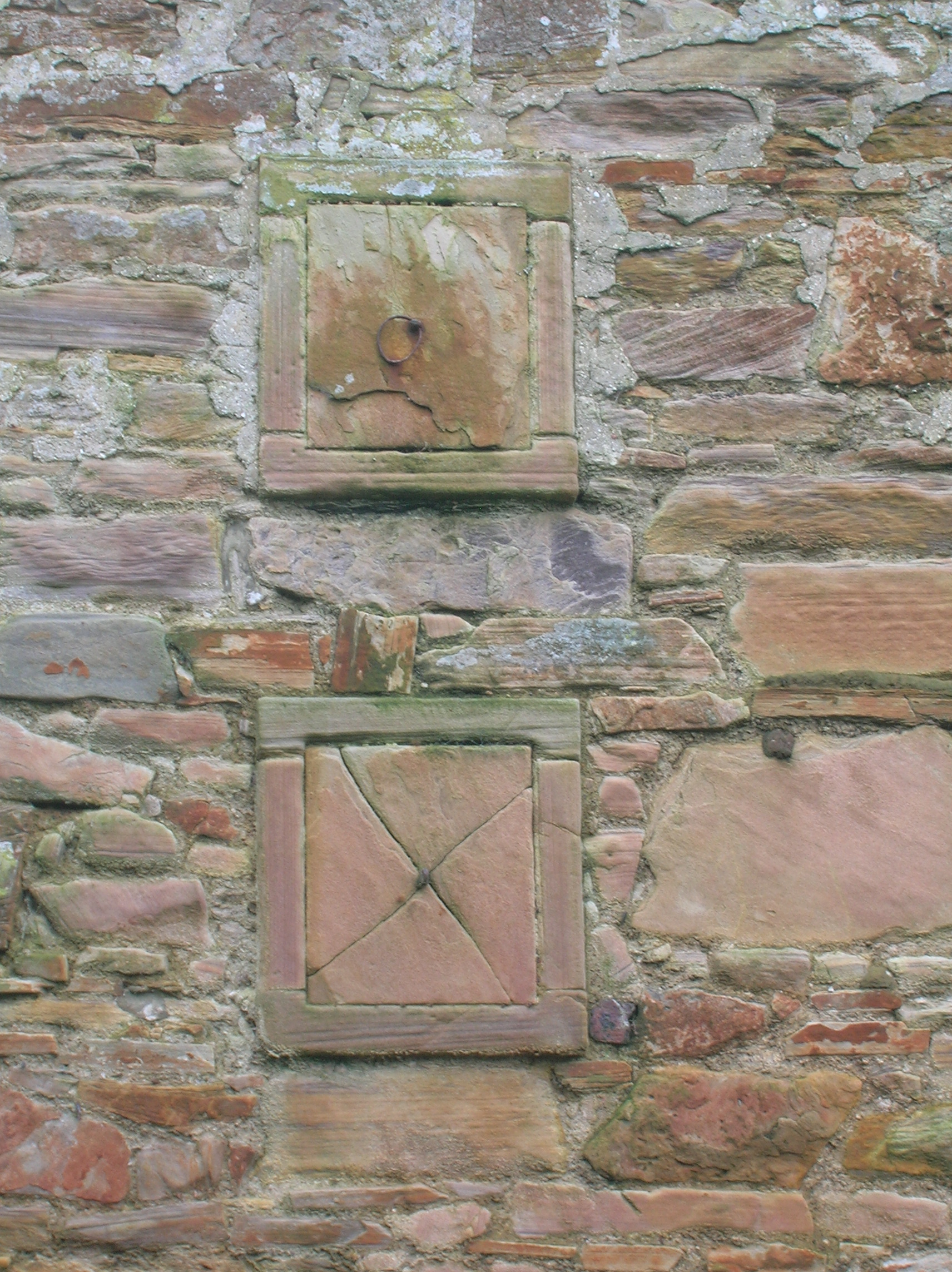
بلوک‌های متحرک برای کنترل حرکت هوای گرم در دیوار گرم‌شده در پارک کانتری اگلینتون